# Misery Business
«Misery Business» (с англ. — «Неприятная ситуация») — сингл американской рок-группы Paramore с их второго студийного альбома Riot!. Он вышел на радио 22 мая 2007 года. Песня заняла 26-е место в чарте Billboard Hot 100. Она также достигла 3-го места в чарте Hot Modern Rock Tracks. Песня стала первым чартовым синглом группы в Великобритании с более чем 20 000 копиями. Она также имела успех во многих странах, включая Мексику, Аргентину, Чили и Бразилию. Эта песня считается прорывом группы. К июню 2022 года песня шестикратно получила платиновый статус в США.

## История
Фраза «Misery Business» впервые прозвучала в экранизации Стивена Кинга «Мизери». В песне, написанной солисткой Paramore Хейли Уильямс, героиня от первого лица рассказывает, как сражается за парня с другой девушкой. Уильямс по-разному объясняла её текст. В своём блоге в 2007 году она утверждала, что написала песню о её прошлых отношениях с парнем, которым манипулировала его бывшая девушка, чтобы рассказать историю со своей точки зрения и почувствовать себя свободной от прошлого. 27 мая 2013 года Уильямс пошутила у себя в Твиттере, что в песне речь о лондонском аэропорте Хитроу. В 2020 году в интервью Vulture Уильямс рассказала, что написала песню о бывшей подруге первого гитариста Paramore Джоша Фарро, в которого Хейли была влюблена, когда ей 13 или 14 лет.
Строчка Once a whore, you’re nothing more («Раз шлюха — всегда шлюха») со временем стала восприниматься как сомнительное проявление слатшейминга и мизогинии, и 7 сентября 2018 года во время концерта в Нашвилле Уильямс объявила, что группа сыграет песню в последний раз. В следующий раз Уильямс исполнила песню дуэтом с Билли Айлиш во время выступления последней на фестивале «Коачелла», осенью 2022 года Paramore вернули «Misery Business» в концертный сетлист.

## Коммерческий успех
Это первый сингл группы, вошедший в чарт Billboard Hot 100. В течение недели 25 июня 2007 года он дебютировал на 99-м месте в чарте и достиг 75-го места две недели спустя. Из-за увеличения цифровых загрузок в августе 2007 года он вновь вошел в Billboard Hot 100 во время недели чартов 6 сентября 2007 года под номером 34. Песня по-прежнему остается визитной карточкой группы и часто звучит на радио. Она также заняла 3-е место в чарте Hot Modern Rock Tracks. Она была сертифицирована платиновой в США 17 сентября 2008 года с более чем 1 000 000 цифровых загрузок. В декабре 2010 года песня превысила отметку в два миллиона платных загрузок. По состоянию на 18 июня 2014 года в США было продано 2 464 000 копий.
Сингл был переиздан в британском магазине Accorto Record Store 11 февраля 2008 года и включал в себя три виниловые пластинки. Он занял 17-го места в UK Singles Chart. Песня имела успех во многих странах, включая Мексику, Аргентину, Чили, Бразилию и других.
В 2009 году песня была сертифицирована платиновой в Австралии. Продав более 15 000 копий в Новой Зеландии, песня была сертифицирована золотой в этой стране 1 февраля 2008 года.

## Видеоклип
Музыкальное видео было снято в средней школе в Резеде, штат Калифорния. Режиссер ― Шейн Дрейк. В клипе показана девушка (Эми Паффрат), которая наводит ужас на учеников средней школы. Она расталкивает болельщиц, отрезает девушке косу, толкает парня с перевязкой, и разрушает отношения между парой, целуя парня прямо перед его девушкой. В конце концов, члены группы решают проучить ее, Уильямс вынимает подкладки из ее бюстгальтера и стирает макияж с ее лица, таким образом раскрывая истинную личность девушки и положив конец ее правлению в средней школе.
По состоянию на ноябрь 2020 года видео набрало 200 миллионов просмотров на YouTube.
Видео было номинировано на премию Kerrang! в категории Лучшее видео в 2007 году.

## Трек-лист
| №  | Название                            | Длительность |
| -- | ----------------------------------- | ------------ |
| 1. | «Misery Business»                   | 3:18         |
| 2. | «Stop This Song (Love Sick Melody)» | 3:23         |

| №  | Название                                        | Длительность |
| -- | ----------------------------------------------- | ------------ |
| 1. | «Misery Business»                               | 3:18         |
| 2. | «My Hero» (Electronic Mix) (Foo Fighters cover) | 3:39         |

| №  | Название                          | Длительность |
| -- | --------------------------------- | ------------ |
| 1. | «Misery Business»                 | 3:18         |
| 2. | «Sunday Bloody Sunday» (U2 Cover) | 4:20         |

| №  | Название          | Длительность |
| -- | ----------------- | ------------ |
| 1. | «Misery Business» |              |
| 2. | «This Circle»     |              |

## Чарты и сертификации
| Чарт (2007-08)                       | Высшая позиция |
| ------------------------------------ | -------------- |
| Австралия (ARIA)                     | 65             |
| Канада (Billboard Canadian Hot 100)  | 67             |
| Канада (Billboard CHR/Top 40)        | 27             |
| Канада (Billboard Rock)              | 35             |
| Германия (GfK)                       | 79             |
| Нидерланды (Dutch Top 40)            | 28             |
| Великобритания (OCC UK Singles)      | 17             |
| Великобритания (OCC UK Rock & Metal) | 1              |
| США (Billboard Hot 100)              | 26             |
| США (Billboard Adult Pop Airplay)    | 31             |
| США (Billboard Alternative Airplay)  | 3              |
| США (Billboard Pop Airplay)          | 12             |

| Чарт (2007)                      | Позиция |
| -------------------------------- | ------- |
| US Alternative Songs (Billboard) | 25      |

| Регион                                                                      | Сертификация  | Продажи   |
| --------------------------------------------------------------------------- | ------------- | --------- |
| Великобритания (BPI)                                                        | 2× Платиновый | 1 200 000 |
| США (RIAA)                                                                  | 6× Платиновый | 6 000 000 |
| Данные о продажах + прослушиваниях приведены только на основе сертификации. |               |           |

## В массовой культуре
Песня звучала в таких сериалах, как «Холлиокс» и «Деграсси: Следующее поколение». Она также была использована в таких видеоиграх, как Guitar Hero World Tour, Saints Row 2, NHL 08.